# George N. Barnard
Pour les articles homonymes, voir Barnard.
George N. Barnard, né le 23 décembre 1819 et mort le 4 février 1902, est un photographe américain, connu pour ses photographies de la guerre de Sécession.

## Biographie
George Norman Barnard est né le 23 décembre 1819 à Coventry dans l'état du Connecticut aux États-Unis, dans une famille de fermiers. Son père meurt en 1826 alors que Barnard a 7 ans ; la famille s'installe à New York. Barnard y grandit puis vit quelque temps chez sa soeur à Gallatin dans l'état du Tennessee. Il suit divers apprentissages dans les entreprises familiales. Il épouse en 1843 Sarah Jane Hodges à New York. Le couple s'installe à Oswego dans l'État de New York ; il y travaille dans l'hôtellerie avant de se tourner vers la photographie et d'y ouvrir son studio en 1846,,,.
Il commence son activité de photographe en utilisant le daguerréotype, disponible dans le commerce aux États-Unis depuis 1840.
Le 5 juillet 1853, un incendie détruit les silos à grains d'Oswego ; Barnard photographie l'événement : il s'agit des premières photographies d'actualité aux États-Unis, qui annoncent le photojournalisme. Il photographie l'inauguration d'Abraham Lincoln comme président en 1861. La même année, il ouvre un studio à Syracuse dans l'état de New York ; il commence à utiliser, en plus du dagueréotype, les procédés de l'ambrotype et du ferrotype. 
En 1859, il travaille un temps pour Edward Anthony à New York, comme photographe spécialisé en stéréoscopie ; puis il est recruté comme assistant dans l'atelier du photographe Mathew Brady, aux côtés entre autres de Timothy O'Sullivan et Alexander Gardner, à un moment où la demande de portraits de soldats augmentait fortement, avec la guerre de Sécession qui se profilait.
Pendant les trois années de la guerre civile américaine, de 1861 à 1865, Barnard est présent sur les sites des batailles en Virginie, comme celui de la première bataille de Bull Run, de la Bataille de Harpers Ferry et de Yorktown, pour y photographier les événements. En 1863, l'armée du Cumberland, l'une des principales armées de l'Union, l'engage pour réaliser des copies de cartes, afin de créer des cartes topographiques détaillées. À partir de 1864, Barnard est le photographe officiel de la division militaire du Mississippi commandée par le général de l'Union William T. Sherman. Il y est employé par la Topographic Branch du Department of Engineers où il a pour fonction de reproduire des cartes et des documents, de photographier des fortifications et des ponts ; son travail contribue à la création de cartes topographiques que Sherman utilise lorsque ses troupes se déplacent de Chattanooga à Atlanta. Il accompagne la campagne militaire, l'invasion de la Géorgie et la marche de Sherman vers la mer, sans pouvoir prendre toutes les photographies qu'il souhaitait. Après la fin de la guerre en 1865, Barnard retourne sur les champs de bataille qu'il n'avait pas pu photographier et réalise d'autres images de la destruction causée par la guerre. Il photographie ainsi le lieu de la mort du général de l'Union James B. McPherson tué le 22 juillet 1864 : sa photographie met en évidence les os blanchis d'un squelette de cheval, suggérant la tentative ratée du général de s'enfuir à cheval. 

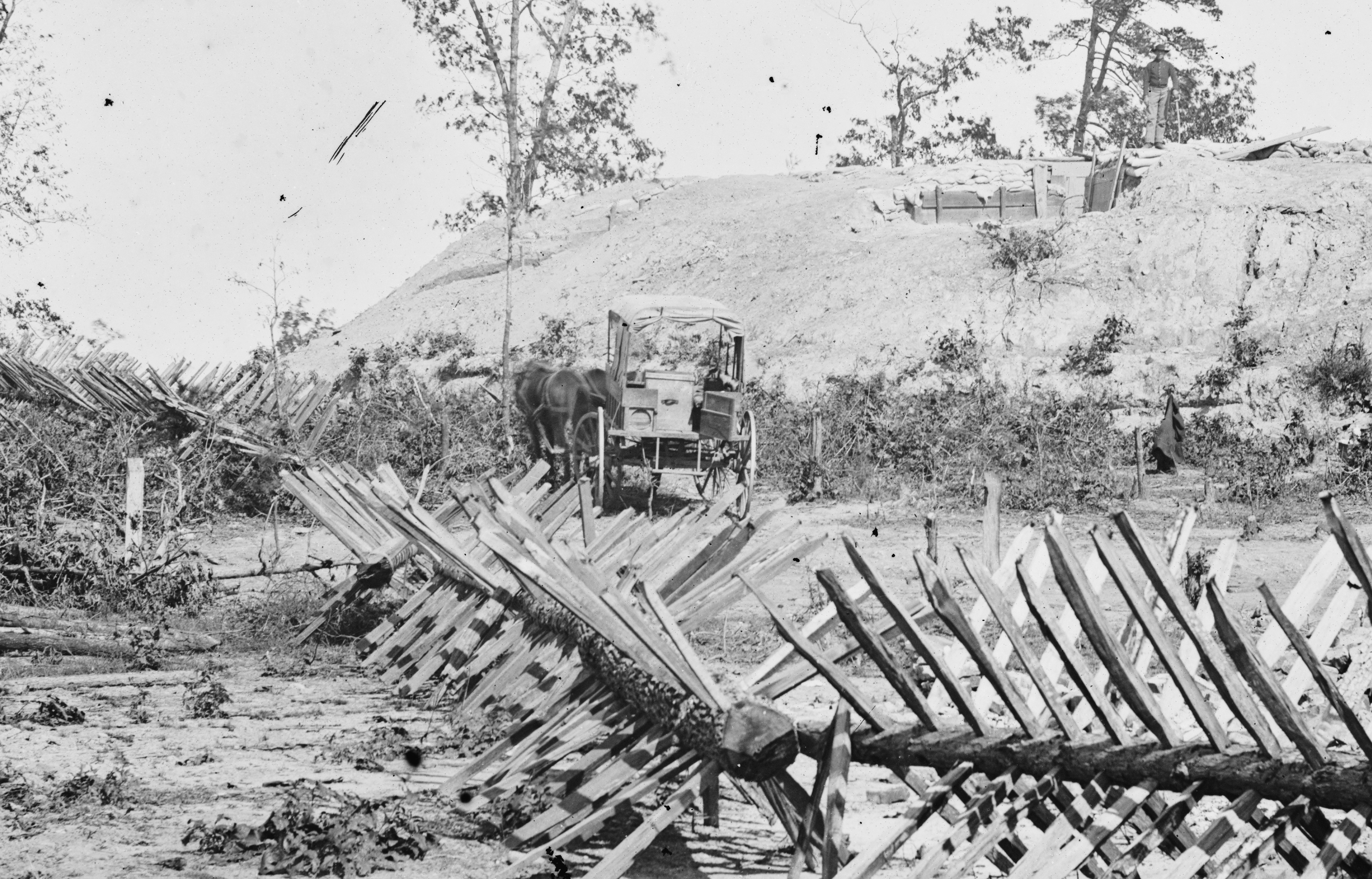
Fortifications confédérées à Atlanta ; au fond, le chariot de Barnard avec sa chambre noire portable, 1864

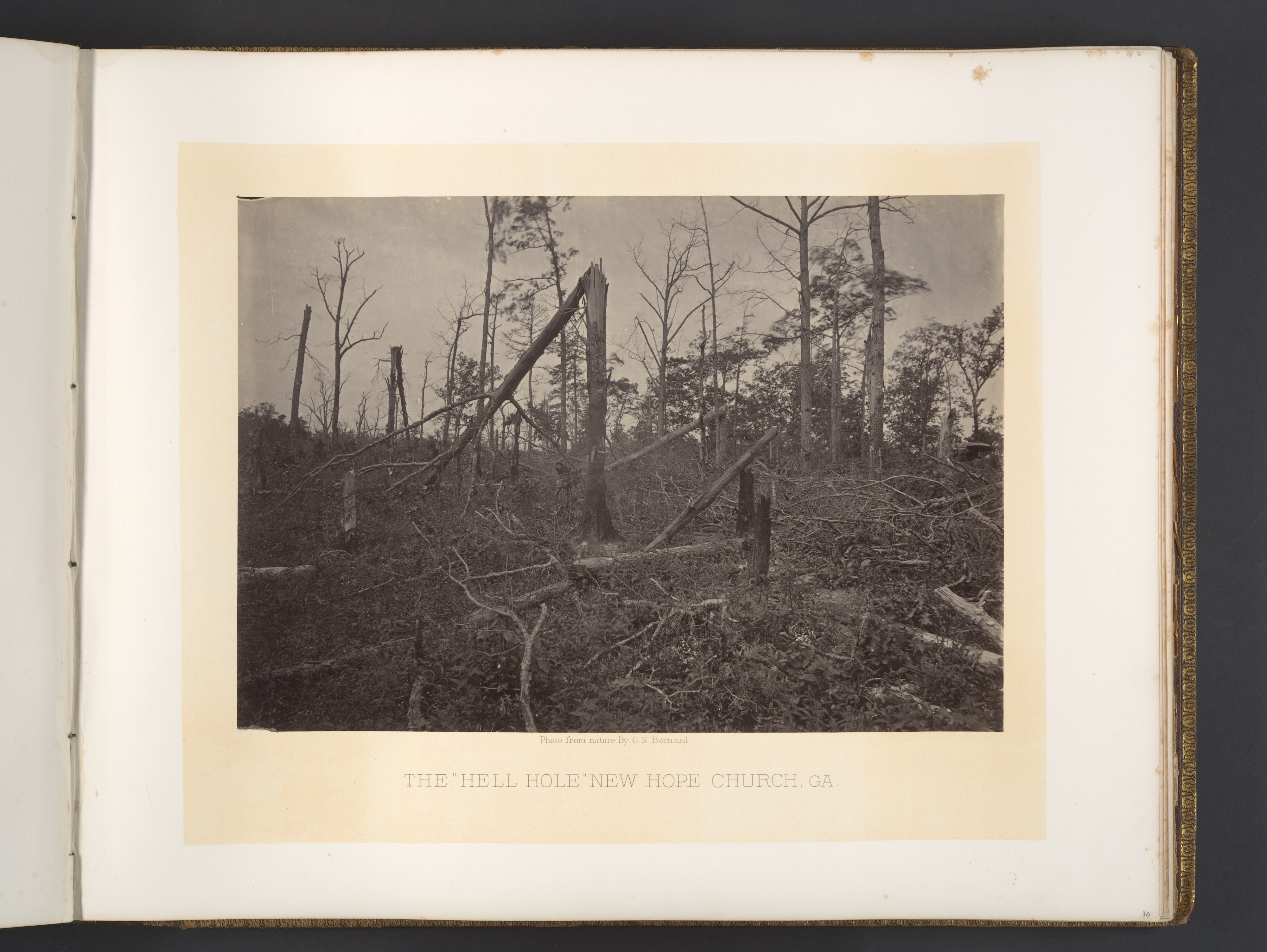
Champ de la bataille de New Hope Church, dit The Hell hole [le trou de l'enfer] : photographie publiée en 1866 dans l'ouvrage Photographic Views of Sherman's Campaign.

Barnard publie en 1866 à New York un livre de photographies : Photographic Views of Sherman's Campaign, tiré à 150 exemplaires, qui comporte 61 tirages à l'albumine où il montre les dévastations de la guerre, avec des vues de Nashville, de la vallée de Chattanooga, d'Atlanta et de Savannah ; s'y ajoute un portrait en studio de Sherman et de ses généraux ; la revue Harper's Weekly en relève la « délicatesse d'exécution [...] la portée du traitement et [...] la fidélité de l'impression »,.
Après la guerre, Barnard retravaille dans son studio photographique de Syracuse, en ouvre un à Charleston,puis s'installe à Chicago ; son studio brûle en octobre 1871 dans l'incendie de la ville en octobre 1871, que Barnard photographie. Il se réinstalle à Charleston de 1873 à 1880, puis à Henrietta dans l'état de New York ; devenu veuf, il y épouse en 1881 sa seconde femme, Emma Chapin Gilbert. Il est brièvement employé par la Eastman Kodak Company à Rochester, pour laquelle il effectue des démonstrations du nouveau procédé des plaques sèches en gélatine.
Les années suivantes sont à nouveau marquées par les déplacements, Barnard gagnant toujours sa vie en réalisant des portraits : d'abord à Painesville dans l'état de l'Ohio, puis à Gadsden dans l'Alabama, avant de se fixer en 1893 à Cedarvale dans l'état de New York.
George Barnard y meurt à l'âge de 82 ans le 4 février 1902 ; il est enterré au cimetière de Syracuse.

## Œuvre

### Livre de photographies
- Photographic views of Sherman's campaign : from negatives taken in the field, New York, Press of Wynkoop & Hallenbeck, 1866, 30 p. (lire en ligne).

réédition : New York, Dover Publications, 1977 avec une préface de Beaumont Newhall.

### Photographies

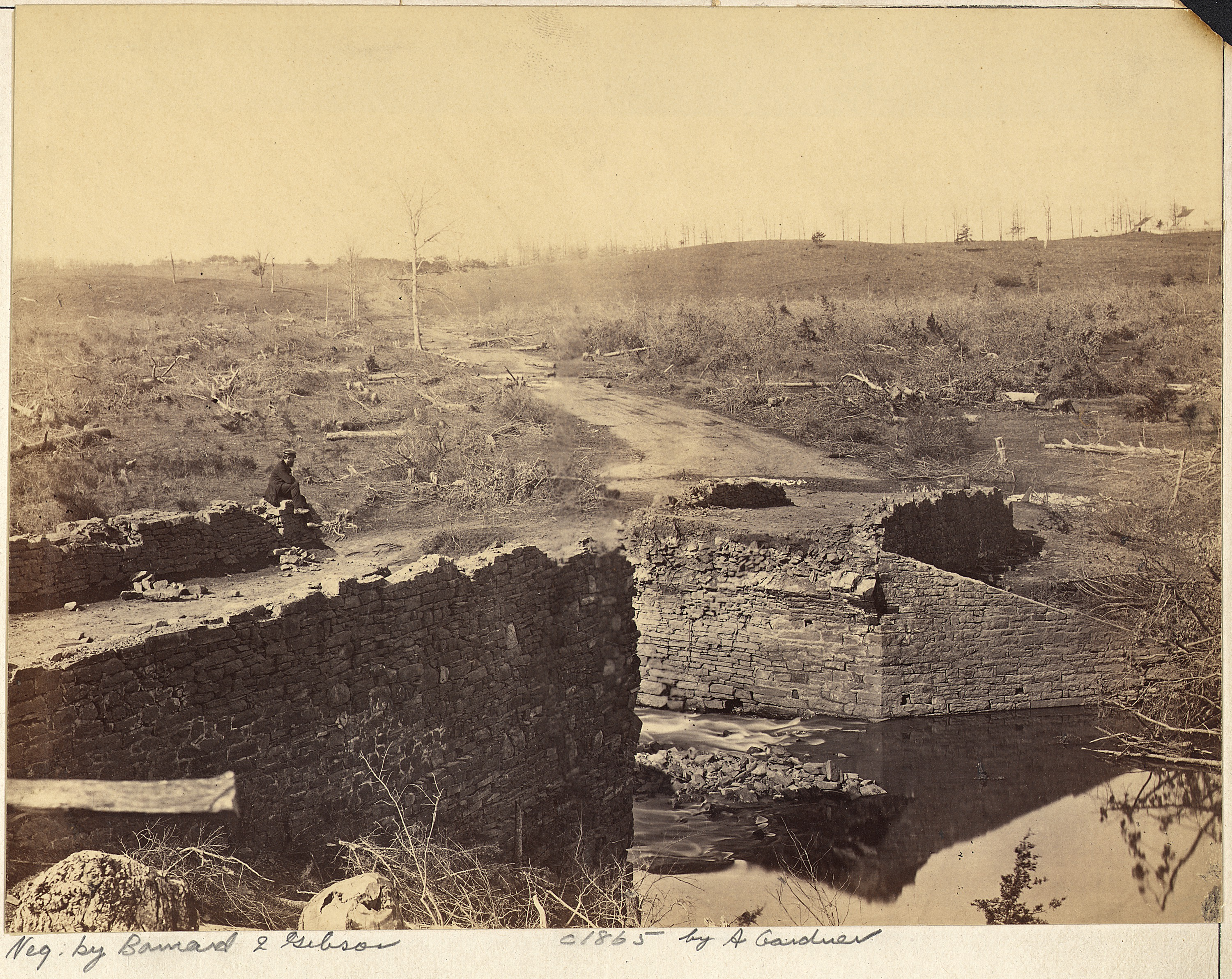
Ruines du pont de pierre lors de la première bataille de Bull Run, 1861.
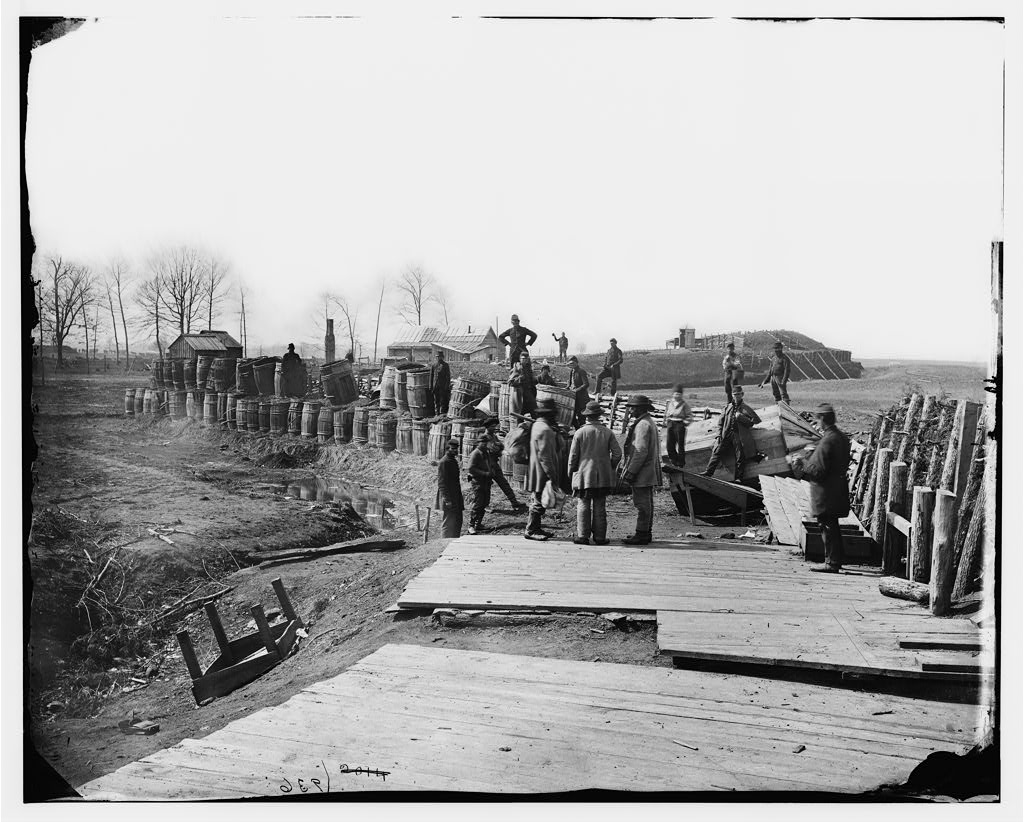
Fortifications confédérées à Manassas en Virginie, mars 1862.
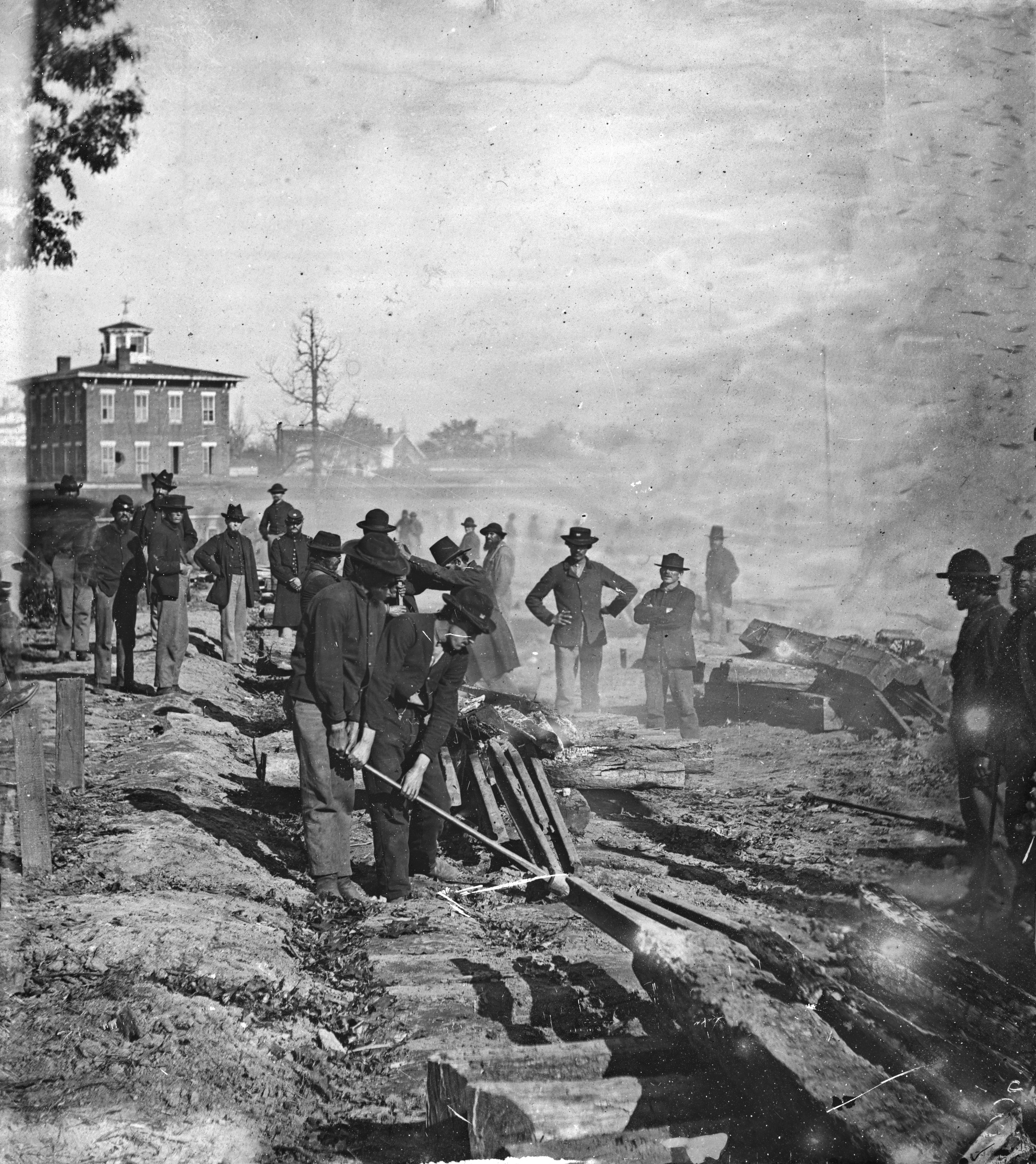
Troupes de Sherman détruisant une voie ferrée, 1864.
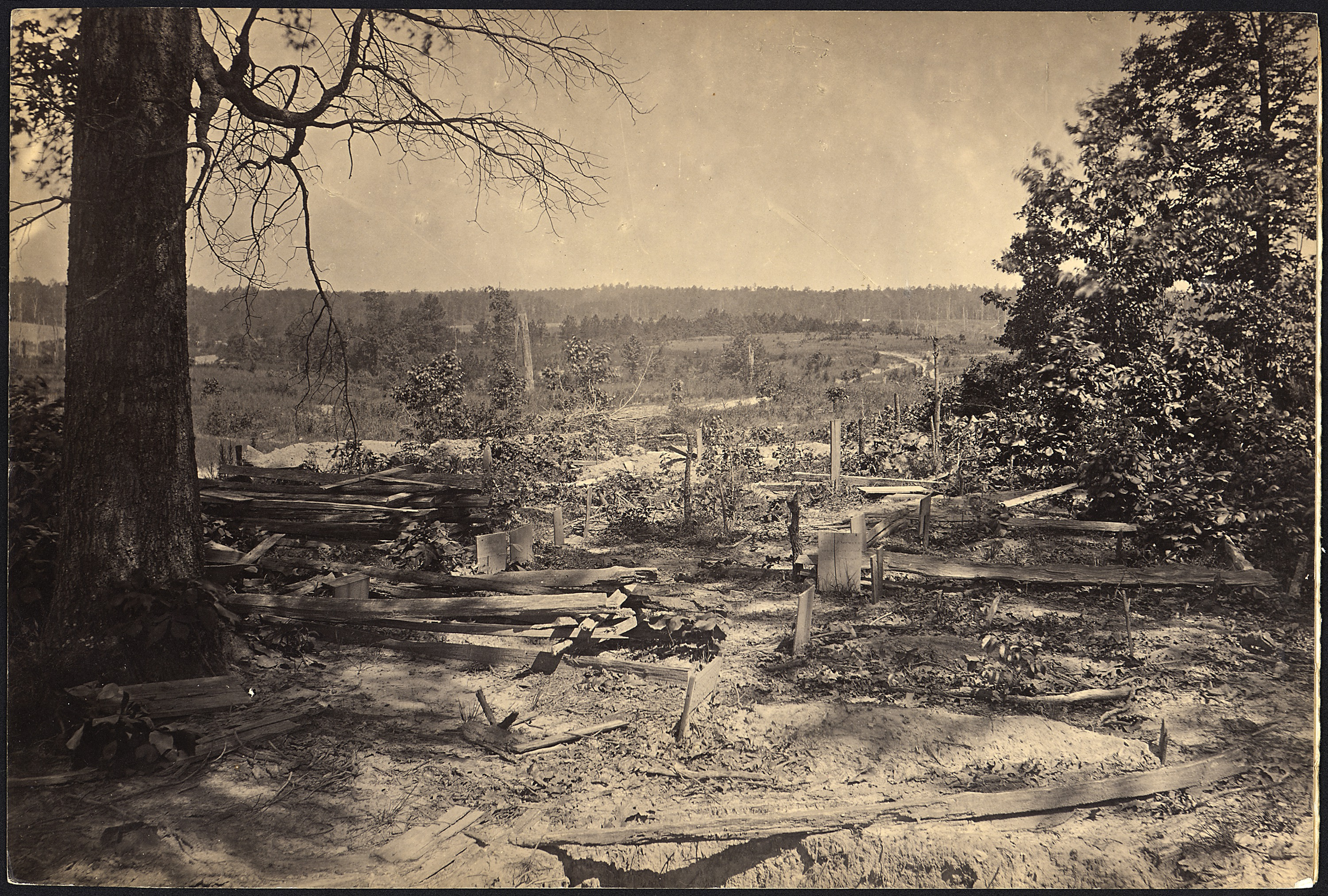
Le champ de la bataille de la Peachtree Creek en Géorgie, fin 1864 - début 1865.
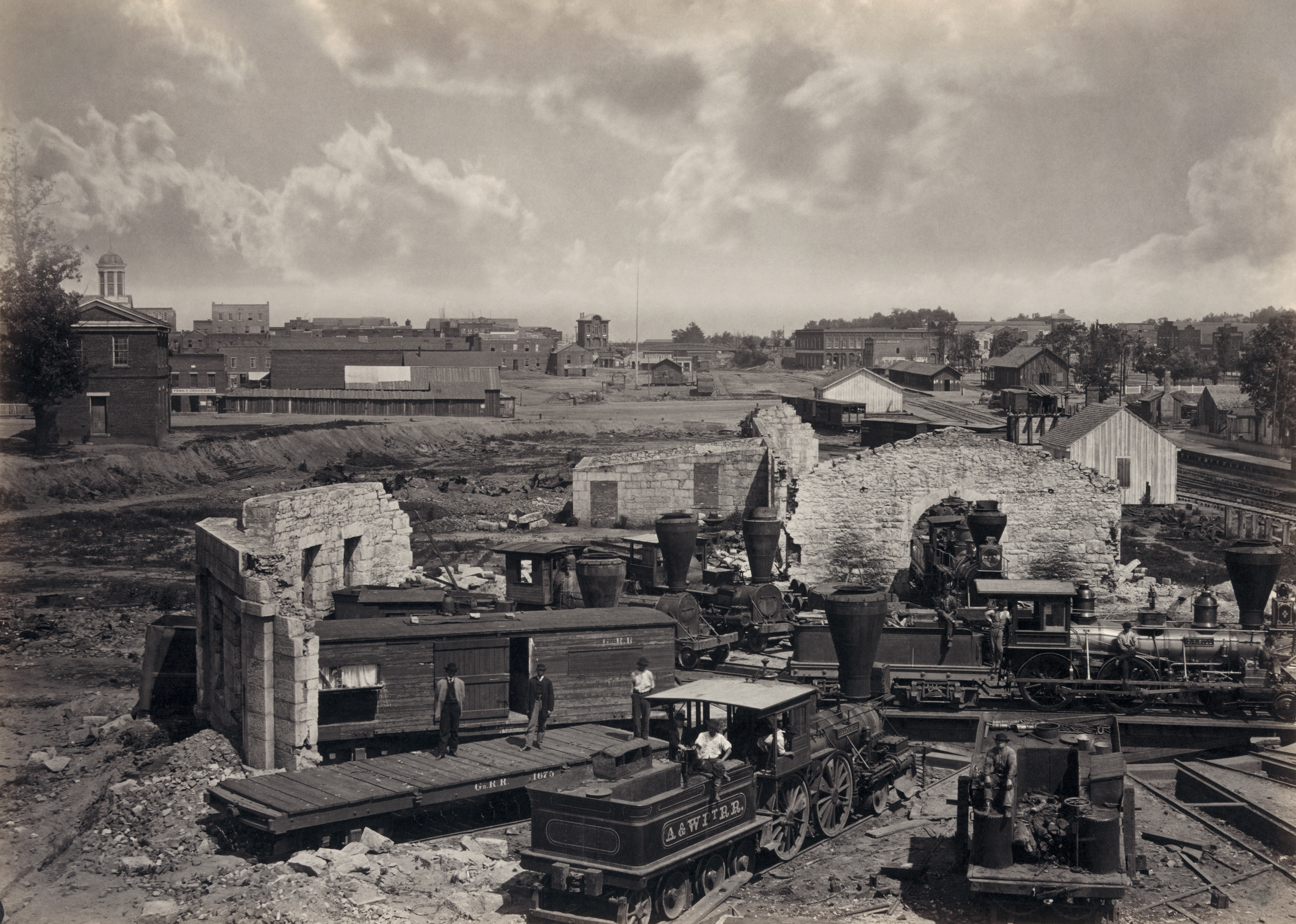
La rotonde ferroviaire d'Atlanta en ruines, vers 1865. Tirage sur papier albuminé.
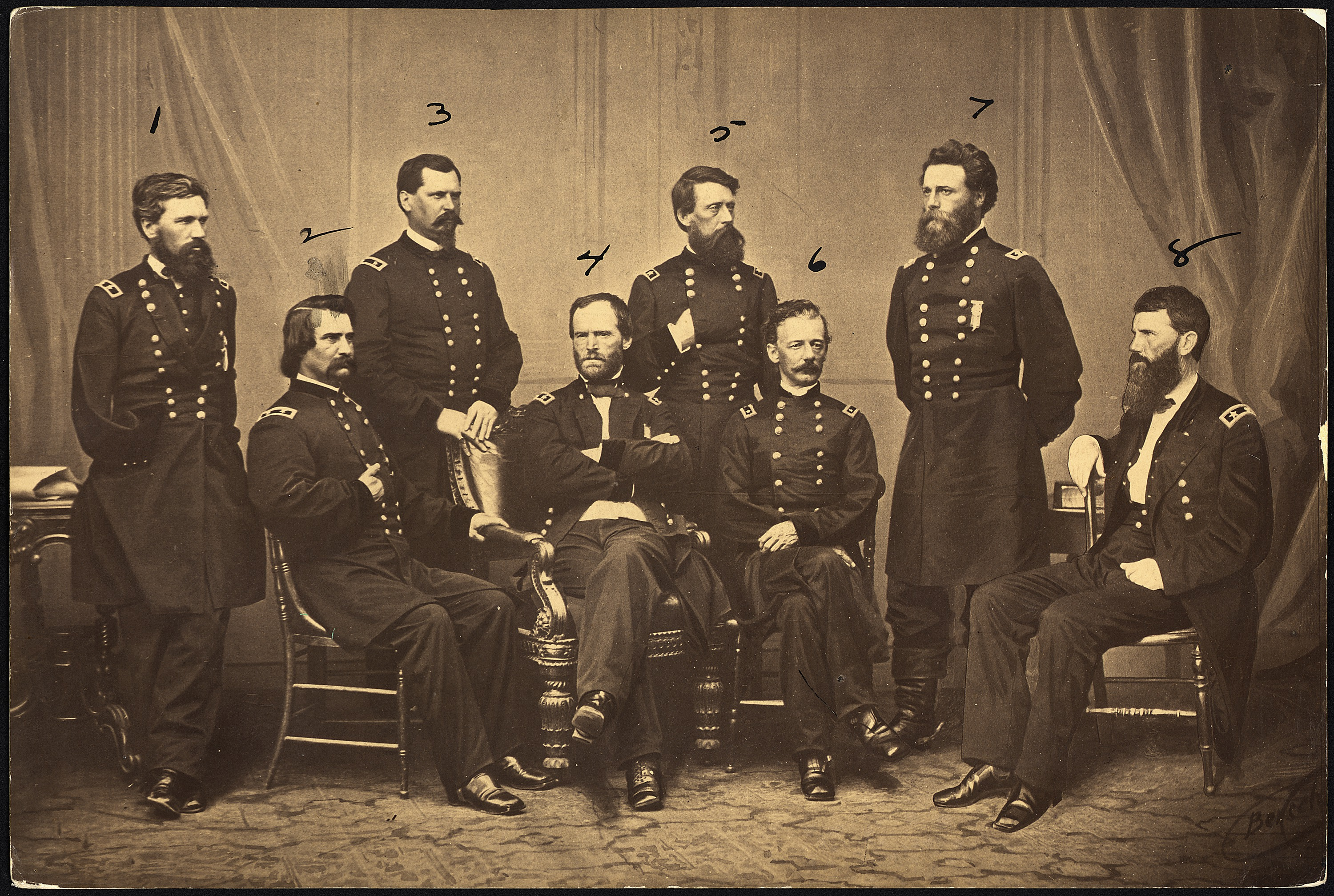
William T. Sherman et ses généraux, vers 1864.
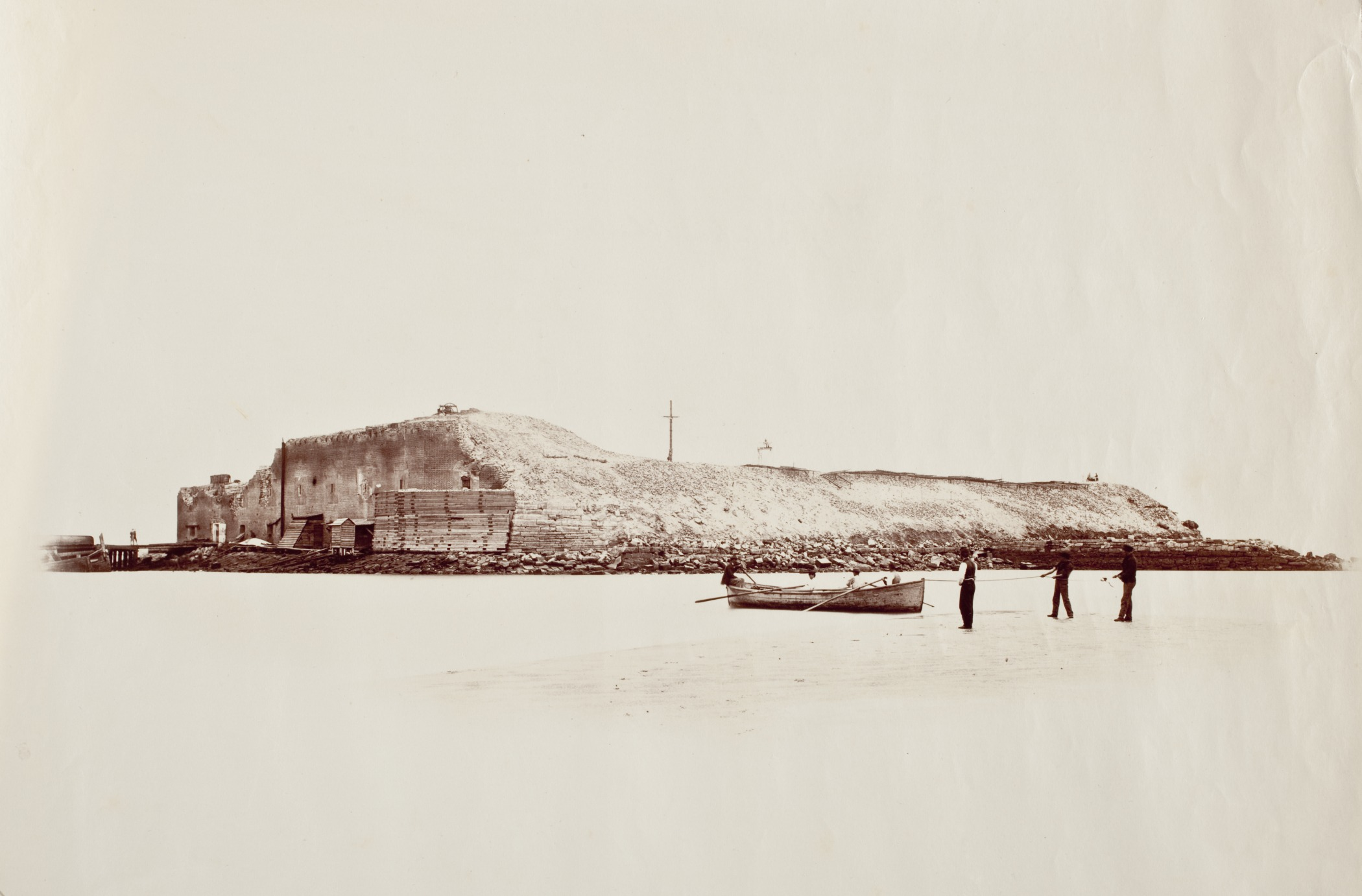
Fort Sumter, port de Charleston, 1865.
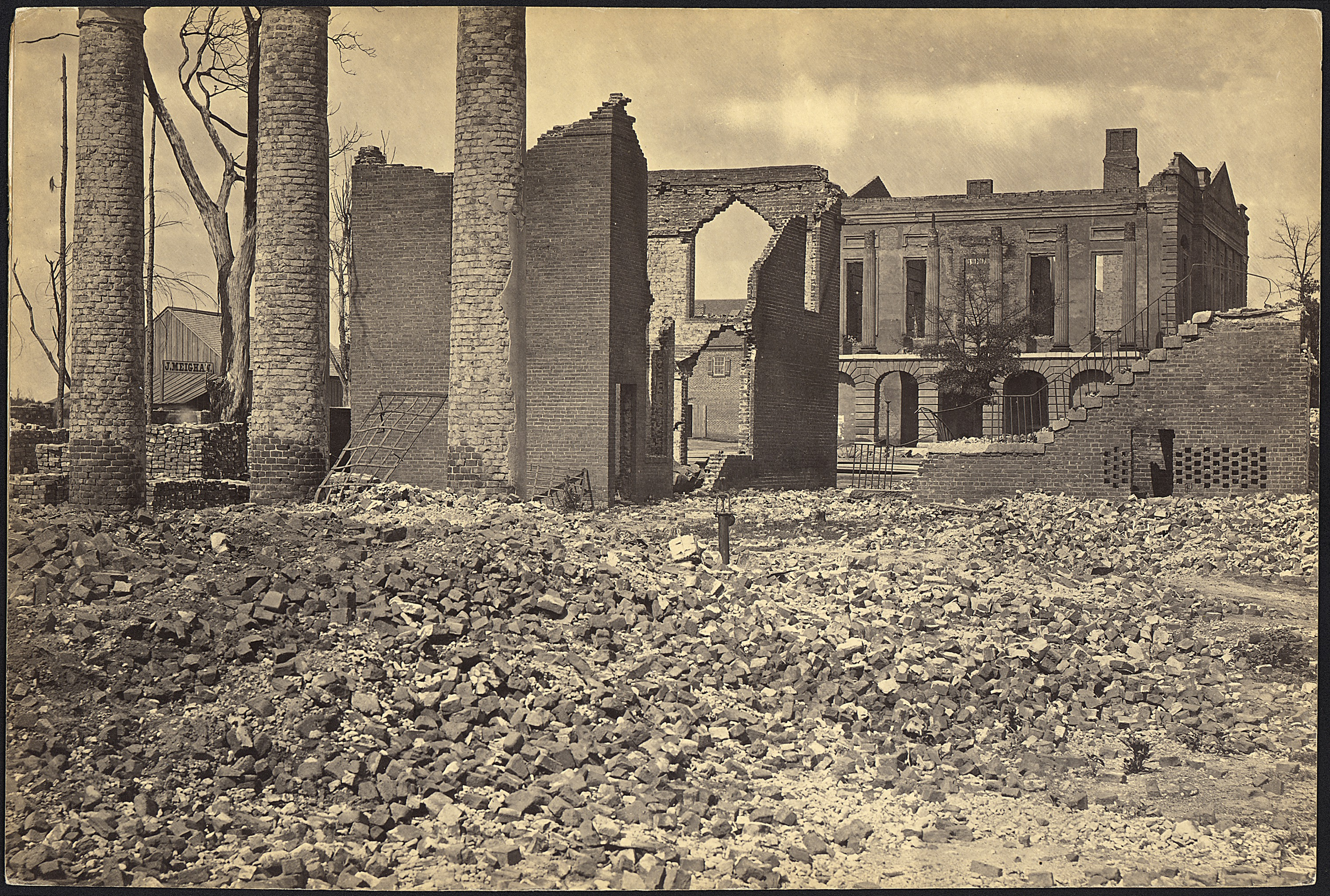
Ruines à Columbia en Caroline du Sud, vers 1865.
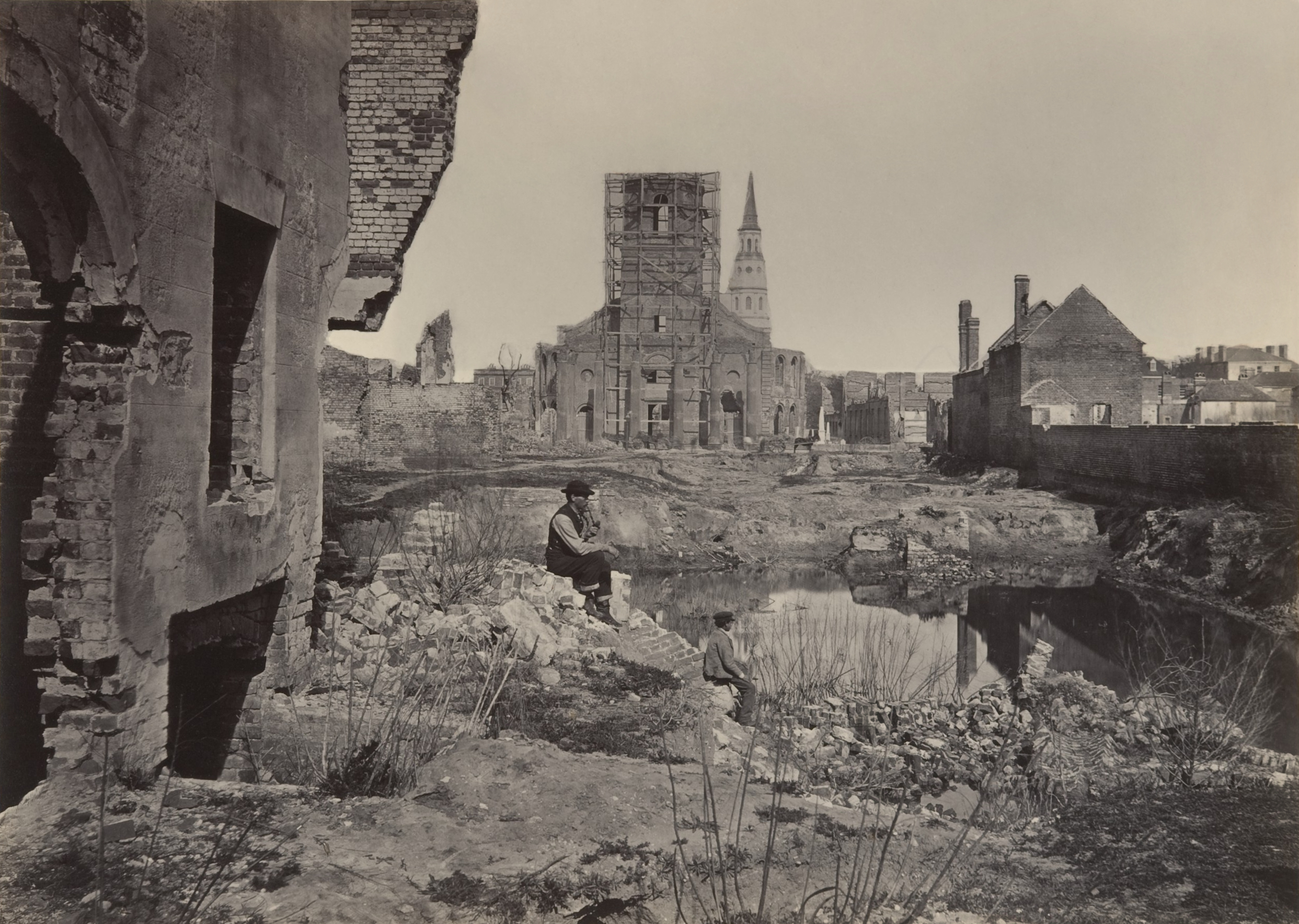
Ruines de Charleston, 1865-1866.
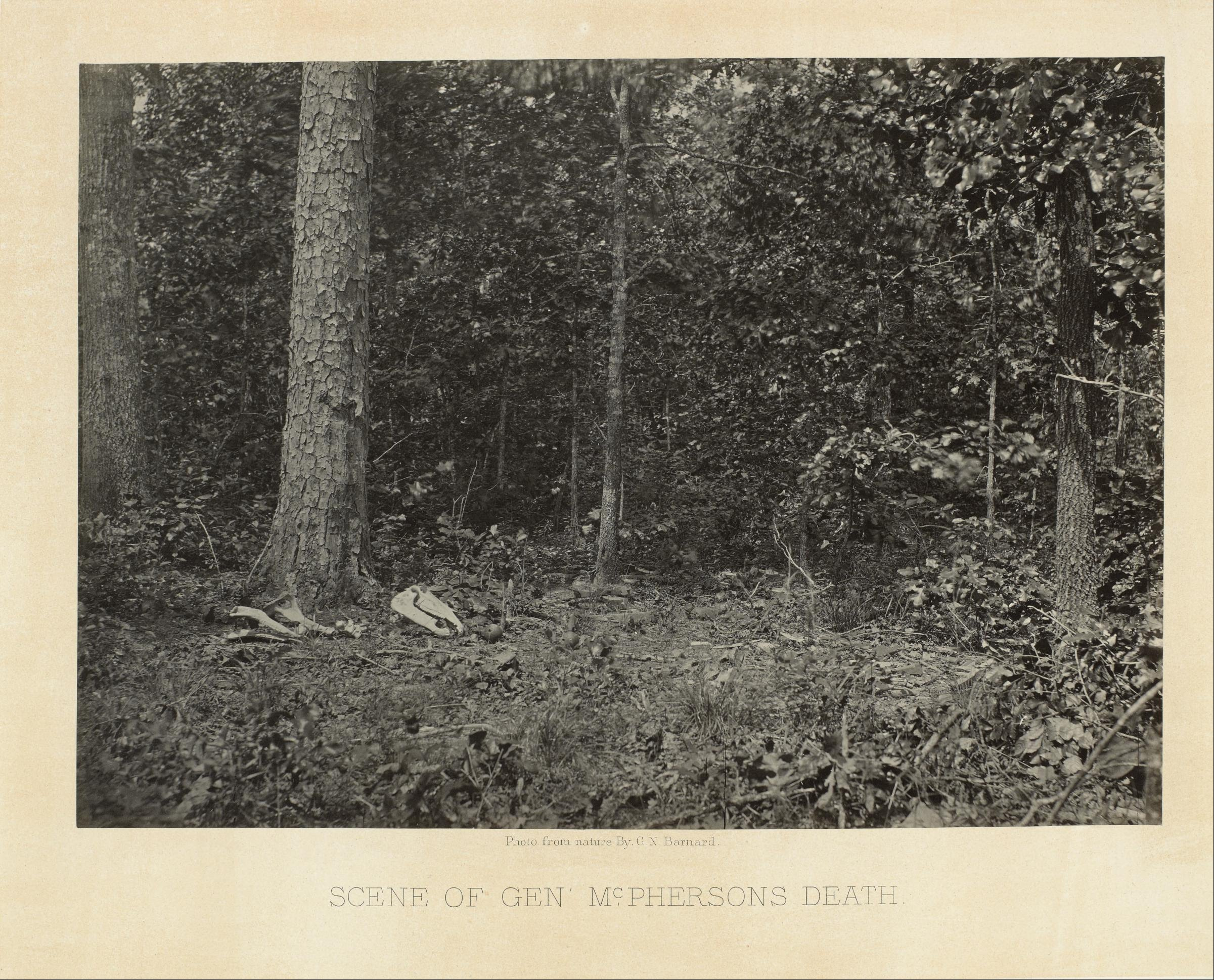
Scène de la mort du général James B. McPherson publiée dans Photographic Views of Sherman's Campaign, 1866[8].
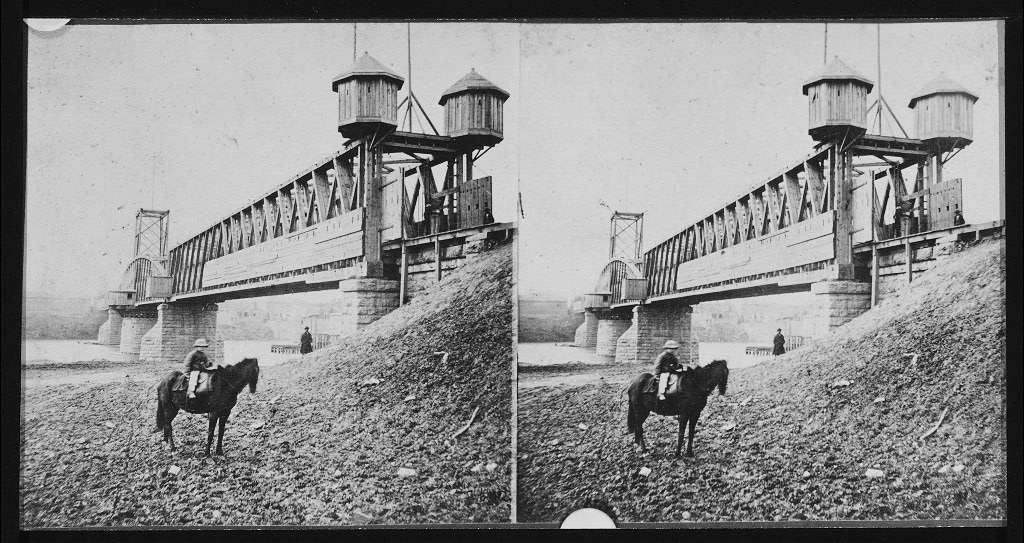
Pont ferroviaire fortifié sur la rivière Cumberland.

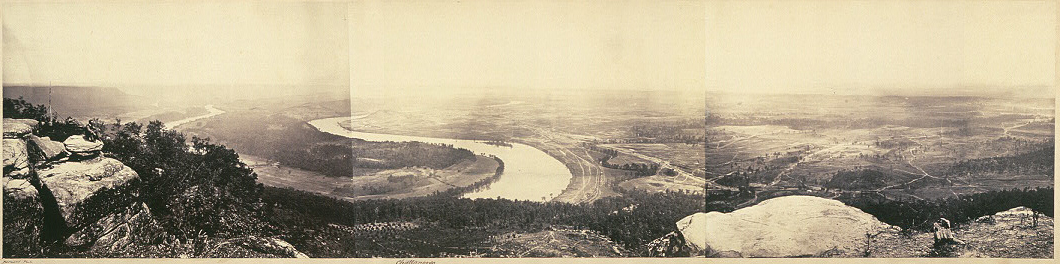
Vue depuis le sommet de Lookout Mountain dans le Tennessee, février 1864. Tirage sur papier albuminé.

## Collections
- Museum of Modern Art (MoMA), New York[9].
- Musée d'Orsay, Paris[10].
- Bibliothèque du Congrès, collection "American Memory. Selected Civil War Photographs 1861-1865", Washington[2].

## Expositions
- 27 janvier - 13 avril 1970 : Sherman's Campaign: Photographs by George N. Barnard, Museum of Modern Art (MoMA), New York[11].
- 2013 : Photography and the American Civil War, Metropolitan Museum of Art (The Met), New York[12].